# Raye
Raye, pseudonimo di Rachel Agatha Keen (Tooting, 24 ottobre 1997), è una cantautrice britannica.
Diventata popolare grazie al successo del brano You Don't Know Me del DJ Jax Jones, ha successivamente collaborato con numerosi altri produttori di successo e nel 2020 ha pubblicato l'EP Euphoric Sad Songs. Ad esso ha fatto seguito l'acclamato My 21st Century Blues (2023), trainato dal singolo di successo internazionale Escapism, grazie a cui si è aggiudicata sei BRIT Awards nel 2024.

## Biografia
Rachel Agatha Keen è nata a Tooting, nella parte meridionale della capitale britannica, da padre inglese e madre svizzera e ghanese. Ha studiato alla Woodcote High School di Croydon prima di essere ammessa alla prestigiosa BRIT School, abbandonando gli studi due anni più tardi.
Nel 2016 è apparsa come artista ospite nei brani By Your Side di Jonas Blue e You Don't Know Me di Jax Jones, ottenendo un forte riscontro a livello globale in particolare con quest'ultimo brano. Nello stesso anno ha aperto alcuni concerti del Take Me Home Tour della collega connazionale Jess Glynne. Nel 2017 ha ottenuto la sua prima hit come artista principale, Decline, che ha raggiunto il 15º posto nella Official Singles Chart britannica ed è stata certificata disco di platino dalla British Phonographic Industry per le oltre 600 000 copie vendute. I due singoli successivi, Check e Cigarette, sono stati entrambi premiati con un disco d'oro. Nel 2018 ha aperto alcune date europee del Girls Tour di Rita Ora e dell'Hopeless Fountain Kingdom World Tour di Halsey.
Fra 2019 e 2020 ha pubblicato svariati singoli da solista. Il 20 ottobre 2020 è stato pubblicato l'EP Euphoric Sad Songs. Nel 2021 ha collaborato con Joel Corry e David Guetta nel singolo Bed, che si è imposto al 3º posto in madrepatria, e ha contestualmente reciso il contratto con Polydor Records in seguito a una disputa avuta con l'etichetta.
Nel 2022 ha riscosso successo a livello internazionale e ottenuto il suo primo singolo numero uno nella classifica britannica con il singolo Escapism in collaborazione con 070 Shake, diventato anche il suo primo ingresso nella Billboard Hot 100 statunitense. L'uscita del secondo album della cantante, intitolato My 21st Century Blues, è avvenuta il 3 febbraio 2023. Dieci mesi più tardi, viene pubblicato l'album dal vivo My 21st Century Symphony (Live at the Royal Albert Hall), registrato in occasione di un concerto tenuto dalla cantante presso la Royal Albert Hall del 26 settembre 2023 in cui l'intero album è stato eseguito in versione orchestrale. Il concerto è andato in onda sul canale televisivo BBC One il 3 gennaio 2024 ed è stato riproposto in una data sold-out all'O2 Arena di Londra il 15 marzo seguente.
Sempre nel marzo 2024 My 21st Century Blues la porta ad essersi aggiudicata sei BRIT Awards su sette candidature, risultando essere sia l'artista con più vittorie che quella con più nomine nell'arco di una singola edizione. Nel mese di giugno viene messo in commercio l'inedito Genesis, che Raye aveva presentato in anteprima due mesi prima durante l'ospitata al noto talk show statunitense Saturday Night Live. Ad agosto viene scelta come artista d'apertura dell'ultimo concerto al Wembley Stadium dell'Eras Tour di Taylor Swift. Il 13 settembre è la volta del secondo album dal vivo, Live at Montreux Jazz Festival, contente sette brani eseguiti al suddetto festival.
In occasione dei Grammy Awards 2025 ha ricevuto tre candidature, tra cui miglior artista esordiente.

## Discografia

### Album in studio
- 2023 – My 21st Century Blues

### Album dal vivo
- 2023 – My 21st Century Symphony (Live at the Royal Albert Hall)
- 2024 – Live at Montreux Jazz Festival

### EP
- 2014 – Welcome to the Winter
- 2016 – Second
- 2018 – Side Tape
- 2020 – Euphoric Sad Songs
- 2020 – Euphoric Sad Songs (Dance Edition)

### Singoli
- 2015 – Flowers
- 2015 – Alien
- 2016 – Distraction
- 2016 – I, U, Us
- 2017 – The Line
- 2017 – Decline (feat. Mr. Eazi)
- 2018 – Check (feat. Kojo Funds)
- 2018 – Cigarette (con Mabel e Stefflon Don)
- 2018 – Friends
- 2018 – Breaking News (con Louis the Child)
- 2019 – The Fruits (con Col3trane e DJDS)
- 2019 – Love Me Again
- 2020 – Tequila (con Jax Jones e Martin Solveig)
- 2020 – Secrets (con Regard)
- 2020 – Natalie Don't
- 2020 – Love of Your Life
- 2020 – Regardless (con i Rudimental)
- 2021 – Bed (con Joel Corry e David Guetta)
- 2021 – Ferrari Horses (con i D-Block Europe)
- 2021 – Call on Me
- 2021 – I Don't Want You (con Riton)
- 2022 – Hard Out Here
- 2022 – Black Mascara
- 2022 – Escapism (feat. 070 Shake)
- 2023 – The Thrill Is Gone
- 2023 – Ice Cream Man
- 2023 – Flip a Switch (solo o feat. Coi Leray)
- 2023 – The Weekend (con Stormzy)
- 2023 – Prada (con Cassö e i D-Block Europe)
- 2023 – Worth It
- 2024 – Genesis
- 2024 – Moi (con Central Cee)
- 2024 – Oscar Winning Tears
- 2025 – Suzanne (con Mark Ronson)

### Collaborazioni
- 2017 – You Don't Know Me (Jax Jones feat. Raye)
- 2019 – Stay (Don't Go Away) (David Guetta feat. Raye)
- 2022 – Waterfall (Disclosure feat. Raye)
- 2025 – Born Again (Lisa feat. Doja Cat & Raye)

## Tournée

### Artista principale
- 2018 – Raye Live
- 2021 – Euphoric Sad Show Tour
- 2022 – The Story So Far Tour
- 2023/24 – My 21st Century Blues Tour

### Artista d'apertura
- 2015 – Communion Tour dei Years & Years
- 2016 – Take Me Home Tour di Jess Glynne
- 2018 – The Girls Tour di Rita Ora
- 2018 – Hopeless Fountain Kingdom World Tour di Halsey
- 2019 – Free Spirit World Tour di Khalid
- 2023 – Broken by Desire to Be Heavenly Sent Tour di Lewis Capaldi
- 2023 – Red Moon in Venus Tour di Kali Uchis
- 2023 – SOS Tour di SZA
- 2024 – The Eras Tour di Taylor Swift

## Riconoscimenti
- BET Awards
  - 2023 – Candidatura al miglior artista emergente internazionale[28]

- BRIT Awards
  - 2018 – Candidatura al miglior singolo britannico dell'anno per You Don't Know Me
  - 2021 – Candidatura al miglior singolo britannico dell'anno per Secrets
  - 2022 – Candidatura al miglior singolo britannico dell'anno per Bed
  - 2022 – Candidatura al miglior artista dance
  - 2024 – Artista britannico dell'anno
  - 2024 – Miglior nuovo artista
  - 2024 – Autore dell'anno
  - 2024 – Candidatura al miglior artista pop
  - 2024 – Miglior artista R&B
  - 2024 – Album britannico dell'anno per My 21st Century Blues
  - 2024 – Canzone dell'anno per Escapism
  - 2024 – Candidatura alla canzone dell'anno per Prada
  - 2025 – Miglior artista R&B[29]

- Grammy Awards
  - 2025 – Candidatura al miglior artista esordiente[27]
  - 2025 – Candidatura all'autore dell'anno, non classico[27]
  - 2025 – Candidatura al miglior album ingegnerizzato, non classico per Algorithm (Lucky Daye)[27]